# Best of the Trilogy... All the Beauty I Have Lost Forever Will Be Gone
Best of the Trilogy... All the Beauty I Have Lost Forever Will Be Gone es un álbum recopilatorio de la banda de metal gótico noruega Mortal Love, lanzado bajo la etiqueta alemana Massacre Records el 15 de julio de 2011. Para la fecha del lanzamiento de este disco, el contrato de diez años firmado por la banda con Massacre Records estaba a punto de expirar. Poco después de este hecho,  Mortal Love se disolvió oficialmente luego de cinco años de inactividad.
Consiste de una selección de las mejores canciones de los tres álbumes de estudio publicados por la banda entre 2002 y 2006.

## Lista de canciones
Todas las canciones compuestas por Mortal Love.
1. «Existence» - 06:08
2. «Adoration» - 06:01
3. «Senses» - 03:49
4. «Reality» - 08:38
5. «Everything» - 03:43
6. «All the Beauty...» - 06:13
7. «Crave Your Love» - 03:11
8. «Beautiful One» - 06:10
9. «I Want to Die» - 09:51
10. «Mortally Beloved» - 05:23
11. «I Make the Mistake» - 04:23
12. «My Shadow Self» - 03:50
13. «As We Can Not Be One» (instrumental) - 01:33

## Personal

### Mortal Love
- Cat (Catherine Nyland) – Female vocals
- Lev  (Hans Olav Kjeljebakken) – Bass, vocals
- Rain6 (Lars Bæk) – Guitars & Programming, vocals
- Damous (Pål Wasa Johansen) – Drums
- Mulciber (Ole Kristian Odden) – Keyboards & Programming
- Gabriah (Ørjan Jacobsen) – Guitar

### Músicos invitados
- Zet (Henning Ramseth)  – Additional Guitar and vocals in  "Everything" and "I Make the Mistake"

## Producción e ingeniería
- Phonographic Copyright  – Mystic Empire
- Manufactured By – Мистик Импайр
- Licensed From – Massacre Records
- Recorded At – Space Valley Studio
- Mixed At – The Red Room
- Mastered At – The Red Room
- Layout [Cover Layout], Design – Katja Piolka
- Mixed By, Mastered By – Andy Horn
- Photography By – www.everainmedia.com
- Producer – Lev, Rain6